# گوی (روستا)
روستای گِوَی از توابع بخش مرکزی شهرستان تربت جام واقع در استان خراسان رضوی می‌باشد.

## جمعیت
این روستا در دهستان میان‌جام قرار دارد و بر اساس سرشماری مرکز آمار ایران در سال ۱۳۹۰، جمعیت آن ۷۲۱ نفر (۱۶۳ خانوار) بوده‌است که از این تعداد ۳۷۸ نفر مرد و باقی، زنان هستند.

## موقعیت
فاصله آن از شهرستان تربت جام ۲۸٫۵ کیلومتر می‌باشد. این روستا در دامنه جنوبی رشته کوه (جام کوه) قرارگرفته‌است.
شغل عموم مردم نشیمن آن دامداری می‌باشد که از راه پرورش گوسفند به شیوه سنتی، امرار معاش می‌کنند. عموم نسل جوان برای کسب روزی به شهرهای دیگر سفر می‌کنند شهرهای مشهد؛ ساری و رفسنجان بیشترین سفر کارگری آنان را شاهد هستند. اهالی این روستا سخت‌ترین خشکسالی‌ها را تحمل می‌کنند. 
در سال ۱۳۷۹ به‌طور کامل از نعمت برق برخوردار شدند. آب شرب روستا هم از چشمه‌ای در کوهپایه‌های سیه نو (کوهی در ۲ کیلومتری غرب روستا) لوله‌کشی شده‌است که در سال‌های اخیر (اوایل دههٔ ۱۳۹۰ خورشیدی) به شدت کم شده و جوابگوی نیاز مردم نیست.
با نگاه به قبرستان بزرگ و قبرهای قدیمی می‌توان فهمید که این روستا قدمت دیرینه‌ای دارد؛ ولی هیچ اطلاع دقیقی از پیشینه آن در دست نیست.
مردم این روستا همگی از طایفه بزرگ سلجوقی می‌باشند و همگی از پیروان فقه حنفی به‌شمار می‌آیند.